# بلال العيفة
بلال العيفة (مواليد 9 مارس 1990) هو لاعب كرة قدم دولي تونسي يلعب كمدافع محوري لصالح  رياع مدريد لب مع منتخب تونس لكرة القدم و‌النادي الأفريقي و‌نادي أبها.

## روابط خارجية
- بلال العيفة على موقع الاتحاد الدولي (مؤرشف)  (الإنجليزية)
- بلال العيفة على موقع قاعدة بيانات كرة القدم.إي يو (الإنجليزية)
- بلال العيفة على موقع ناشيونال فوتبول تيمز (الإنجليزية)
- بلال العيفة على موقع Soccerway.com (الإنجليزية)
- بلال العيفة على موقع عالم كرة القدم.نت (الإنجليزية)
- بلال العيفة على موقع كووورة